# Johannes Mötsch
Johannes Mötsch (* 8. Juli 1949 in Bonn) ist ein deutscher Archivar und Historiker.

## Leben
Johannes Mötsch studierte von 1970 bis 1978 an der Universität Bonn Geschichte und lateinische Philologie und promovierte 1979. 1978 begann er als Referendar den Vorbereitungsdienst am Landeshauptarchiv Koblenz und besuchte bis 1980 die Archivschule Marburg. Bis 1993 arbeitete er am Landeshauptarchiv Koblenz und lehrte von 1989 bis 1999 an der Marburger Archivschule. 1993 ging er an das Thüringische Hauptstaatsarchiv Weimar, wo er bis 1997 wirkte. In jenem Jahr übernahm er als Archivdirektor die Leitung des Thüringischen Staatsarchivs in Meiningen. 2014 ging er in den Ruhestand.
Er ist Mitglied der Historischen Kommission für Thüringen und war von 2000 bis 2018 1. Vorsitzender des Hennebergisch-Fränkischen Geschichtsvereins. Von 2019 bis 2023 war er Vorsitzender im Gesamtverein der Deutschen Geschichts- und Altertumsvereine.

## Werke (Auswahl)
- Balduin von Luxemburg. Erzbischof von Trier – Kurfürst des Reiches 1285–1354. Festschrift aus Anlaß des 700. Geburtsjahres, hrsg. mit Franz-Josef Heyen (= Quellen und Abhandlungen zur mittelrheinischen Kirchengeschichte, 53), Mainz 1985.
- Regesten des Archivs der Grafen von Sponheim 1065–1437, Teil 1–5, Landesarchivverwaltung Rheinland-Pfalz, 1987–1991.
- Geschichtlicher Atlas der Rheinlande, Beiheft V/4: Die Grafschaften Sponheim, Köln: Rheinland-Verlag, 1992.
- Die ältesten Lehnsbücher der Grafen von Henneberg, bearbeitet mit Katharina Witter, Weimar: Böhlau, 1996, ISBN 3-7400-1013-4.
- Fuldische Frauenklöster in Thüringen. Regesten zur Geschichte der Klöster Allendorf, Kapellendorf und Zella, Rhön, München u. a.: Urban und Fischer, 1999, ISBN 3-437-31126-3.
- (Hrsg.) Die Wallfahrt zu Grimmenthal. Urkunden, Rechnungen, Mirakelbuch, Köln u. a.: Böhlau, 2004, ISBN 3-412-14004-X.
- (Hrsg.) Regesten des Archivs der Grafen von Henneberg-Römhild, Teilbände 1 und 2, Köln u. a.: Böhlau, 2006, ISBN 978-3-412-35905-8.